# John Israel
John Israel (* 2. Mai 1833 in Hamburg; † 30. Oktober 1898 ebenda) war ein Hamburger Advokat, Rechtsanwalt und Politiker.

## Leben
Israel war Sohn eines aus London eingewanderten jüdischen Kaufmanns, er besuchte die Schleidensche Schule und absolvierte anschließend eine kaufmännische Lehrzeit in London. Er studierte dann Rechtswissenschaften und erlangte 1857 in Göttingen einen Doktortitel. Am 29. Juni 1857 wurde Israel in Hamburg als Advokat zugelassen, er war bis zu seinem Tod als solcher eingeschrieben.
Von 1868 bis 1898 gehörte Israel der Hamburgischen Bürgerschaft an, er war Mitglied der Fraktion der Rechten.
Israel fungierte zeitweise als Major im Bürgermilitär.

## Quelle
Mitgliederverzeichnis der Hamburgischen Bürgerschaft 1859 bis 1959 – Kurzbiographien. Zusammengestellt und bearbeitet von Franz Th. Mönckeberg. Gebundenes Schreibmaschinenmanuskript;  Nr. 738